# Julià Molero i Briones
Julià Molero i Briones (Reus, 27 de juliol de 1946) és un botànic català, que desenvolupa activitats acadèmiques en el "Departament de Botànica", de la Facultat de Farmàcia, a la Universitat de Barcelona. És Llicenciat en Farmàcia per aquesta Universitat, el 1972, i el doctorat el 1976. Va recórrer tota l'estructura del professorat d'aquesta alta casa d'estudis, fins a accedir a Catedràtic emèrit d'Universitat, l'1 de febrer de 2011.
Va ser col·laborador del Projecte Flora del Paraguai, coordinat conjuntament pel Conservatori i Jardí Botànic de Ginebra (Suïssa) i el Jardí Botànic de Missouri, (EUA), del 1986 i 2010.

## Algunes publicacions
- Briones, Julián molero, césar Blanché i vergés. A propósito de los géneros "Aconitum" L. y "Consolida" (DC.) Gray en la Península Ibérica. Anales del Jardín Botánico de Madrid 41 (1) 1984 en línia

- Blanché i vergés, césar; Julián molero Briones. Dos combinaciones nuevas y un comentario corológico en el género "Delphinium" L.. An. del Jardín Botánico de Madrid 41 (2) 1985 en línia

- Briones, Julián molero, césar Blanché i vergés. 1986. Las cubetas arreicas al sur de Bujaraloz (Valle del Ebro). Contribución a su estudio fitocenológico. Lazaroa 9 (ejemplar dedicado a: Fernando Esteve Chueca y Bartolomé Casaseca Mena): 277-300, ISSN 0210-9778 en línia

- -----------, -----------. 1989. Fragmenta chorologica occidentalia, 2638-2655. An. del Jardín Botánico de Madrid 47 (2): 480-481, ISSN 0211-1322 en línia

- Rovira lópez, anna maría; maría Bosch, Julián molero Briones, césar Blanché i vergés, joan Simon. 1997. Delphinium L. subgen. Delphinium in the iberian peninsula and north Africa: a new taxonomic approach. Lagascalia 19 (1-2): 59-82, ISSN 0210-7708

- Bosch, maría; Julián Molero Briones, césar Blanché i vergés, joan Simon. 1997. Pollination ecology in tribe "Delphineae" ("Ranunculaceae") in W mediterranean area: floral visitors and pollinator behaviour. Lagascalia 19 (1-2): 545-562, ISSN 0210-7708

### Llibres
- reinilda d. Rodas, julián Molero briones, juan l. Castillo, eugeni Sierra, dodrigo Tavera. 2010. Lythraceae. Vol. 40 de Flora del Paraguay: Angiospermae. Editor Conservatoire et Jardin botaniques de la Ville de Genève, 152 pp. ISBN 2827705427

- rob c.h.m. Oudejans, ángel m. Romo, julián Molero briones. 1992. Current Research in the Taxonomy of Genus Euphorbia L. S.l. (Euphorbiaceae). Collectanea Botanica 21. Editor Institut Botànic de Barcelona, 253 pp.

## Honors
- 1980 – 2001: conservador de l'Herbari de la Facultat de Farmàcia de la Universitat de Barcelona (BCF), acrònim registrat a l'Index Herbariorum, actualment integrat en l'Herbari de la Universitat de Barcelona (BCN)
- Membre fundador i primer director del Centre de Documentació de Biodiversitat Vegetal de la Universitat de Barcelona (2000-2003)
- Director de l'Herbari de la Universitat de Barcelona, d'acrònim BCN (2001-2010)

Premis
- 1977: Extraordinari de Doctorat per la Facultat de Farmàcia de la Universitat de Barcelona
- 1986: col·lectiu Prat de la Riba atorgat per l'Institut d'Estudis Catalans al grup d'autors del volum Plantes inferiors de l'obra Història Natural dels Països Catalans.

### Eponímia
- (Amaryllidaceae) Narcissus moleroi Fern.Casas[3]
- (Fabaceae) Cytisus moleroi Fern.Casas[4]
- (Fabaceae) Genista moleroi Talavera & P.E.Gibbs[5]